# Olney, Illinois
Olney är en stad (city) i Richland County, i delstaten Illinois, USA. Enligt United States Census Bureau har staden en folkmängd på 9 121 invånare (2011) och en landarea på 17,2 km². Olney är huvudort i Richland County.